# République soudanaise
Ne doit pas être confondu avec République du Soudan.
1958–1960
Entités précédentes :
- Soudan français

Entités suivantes :
- Fédération du Mali
- Mali

La République soudanaise est la République, dans les limites de l’actuel Mali, encore dépendante de la France, qui succède au Soudan français après la dissolution de l’Afrique-Occidentale française. Début 1959, elle devient un des membres de la Fédération du Mali, fédération  qui accède à l’indépendance le 20 juin 1960. Après le départ du Sénégal de la Fédération en août 1960, elle en reste la seule entité membre et devient la République du Mali le 22 septembre 1960, premier jour de l’application de la nouvelle constitution.
Elle conserve le drapeau du Soudan français qui se distingue par les trois bandes verticales tricolores bleu, blanc, rouge de la France et porte un kanaga stylisé — d'après le cimier du masque dogon dédié au dieu Amma — en son centre.

## Histoire
Lors du référendum du 28 septembre 1958, qui marque la fin de l'Afrique-Occidentale française (A.-O.F.), les électeurs du Soudan français votent massivement (97 %) en faveur de la création de la République soudanaise au sein de la Communauté française.
Elle s'est unie au Sénégal en avril 1959 pour former la Fédération du Mali. 